# Roxana Ene
Roxana Maria Ene (* 14. August 1995 in Craiova) ist eine rumänische Leichtathletin, die sich auf den Sprint spezialisiert hat.

## Sportliche Laufbahn
Erste Erfahrungen bei internationalen Meisterschaften sammelte Roxana Ene im Jahr 2011, als sie bei den Jugendweltmeisterschaften nahe Lille mit 12,31 s in der ersten Runde im 100-Meter-Lauf ausschied und auch über 200 Meter kam sie mit 25,36 s nicht über den Vorlauf hinaus. Zudem belegte sie in 2:10,17 min den sechsten Platz mit der rumänischen Sprintstaffel (1000 m). Anschließend schied sie beim Europäischen Olympischen Jugendfestival (EYOF) in Trabzon mit 12,30 s und 25,19 s jeweils im Halbfinale über 100 und 200 Meter aus und verpasste mit der 4-mal-100-Meter-Staffel mit 48,50 s den Finaleinzug. Im Jahr darauf wurde sie bei den Juniorenweltmeisterschaften in Barcelona in der Vorrunde der 4-mal-100-Meter-Staffel disqualifiziert und 2013 belegte sie bei den Junioreneuropameisterschaften in Rieti in 3:38,57 min den sechsten Platz in der 4-mal-400-Meter-Staffel. 2017 belegte sie bei den Balkan-Meisterschaften in Novi Pazar in 12,07 s den vierten Platz über 100 Meter  und gewann in 46,45 s die Silbermedaille in der 4-mal-100-Meter-Staffel, während sie in 3:37,29 min die Goldmedaille in der 4-mal-400-Meter-Staffel gewann. Im Jahr darauf schied sie bei den Balkan-Meisterschaften in Stara Sagora mit 25,28 s in der Vorrunde im 200-Meter-Lauf aus und gewann in 45,55 s die Silbermedaille in der 4-mal-100-Meter-Staffel. Auch bei den Balkan-Meisterschaften 2019 in Prawez gewann sie in 46,05 s die Silbermedaille im Staffelbewerb und 2021 gewann sie bei den Balkan-Meisterschaften in Smederevo in 45,82 s die Bronzemedaille. Im Jahr darauf schied sie bei den Balkan-Meisterschaften in Craiova mit 12,37 s im Vorlauf über 100 Meter aus und belegte mit der Staffel in 45,87 s den fünften Platz. 

## Persönliche Bestzeiten
- 100 Meter: 11,87 s (+0,8 m/s), 19. Mai 2018 in Pitești
  - 60 Meter (Halle): 7,72 s, 6. Februar 2019 in Bukarest
- 200 Meter: 24,44 s (+1,6 m/s), 8. Juli 2017 in Pitești
  - 200 Meter (Halle): 26,05 s, 19. Januar 2013 in Bukarest